# Silkeborg-Ry Provsti
Silkeborg-Ry Provsti  var indtil 2007 et provsti i Århus Stift.  Provstiet lå i den tidligere Ry Kommune og Silkeborg Kommune. Sognene indgår nu i Silkeborg Provsti og Skanderborg Provsti.
Silkeborg-Ry Provsti bestod af flg. sogne:
- Alderslyst Sogn
- Alling Sogn
- Balle Sogn
- Dover Sogn
- Funder Sogn
- Gammel Rye Sogn
- Gødvad Sogn
- Kragelund Sogn
- Lemming Sogn
- Linå Sogn
- Låsby Sogn
- Mariehøj Sogn
- Ry Sogn
- Sejling Sogn
- Sejs-Svejbæk Sogn
- Serup Sogn
- Silkeborg Sogn
- Sinding Sogn
- Tulstrup Sogn
- Virklund Sogn